# Margaret Bourke-White
Pour les articles homonymes, voir Bourke (homonymie) et White.
Margaret Bourke-White est une photographe et une photojournaliste américaine née le 14 juin 1904 et morte le 27 août 1971 à Stamford (Connecticut).
Elle est la première photographe étrangère à être autorisée à photographier l'industrie soviétique, la première femme correspondant de guerre de l'armée américaine, et la première femme photographe pour Life où ses photographies font la une dès le premier numéro.

## Biographie
Margaret Bourke-White est née le 14 juin 1904 à New York. Son père est ingénieur-concepteur travaillant dans le secteur de l'imprimerie et photographe amateur,. Elle fait ses études à l'université Columbia de New York où elle commence à s'intéresser à la photographie, et vend quelques-uns de ses clichés. Elle se marie en 1925 puis divorce deux ans plus tard. Elle reprend alors des études, fréquentant plusieurs établissements d'enseignement supérieur, comme l'université du Michigan, et est diplômée de l'université Cornell en 1927,. 
L'année suivante, elle s'installe à Cleveland, où elle travaille comme photographe indépendante. Elle se spécialise dans les prises de vue d'architecture et de bâtiments industriels,. Elle a notamment comme client la branche sidérurgique de la compagnie Otis. Comme elle l'explique dans son autobiographie, Portrait de moi-même, écrit ultérieurement, les personnels de sécurité de la compagnie Otis hésitaient à la laisser prendre des photos pour de nombreuses raisons. Premièrement, la fabrication de l'acier était une industrie destinée à la Défense, de sorte que la direction voulait s'assurer que la sécurité nationale n'était pas menacée. Deuxièmement, c'est une femme, et les gens se demandaient si une femme, jugée délicate, et ses appareils photo, pourraient résister à la chaleur intense, aux dangers et aux conditions généralement sales et poussiéreuses inhérentes à une aciérie. Lorsqu'elle obtient enfin l'autorisation, les problèmes techniques commencent. Le film noir et blanc est sensible à la lumière bleue, non aux rouges et orange de l'acier en fusion. Les photographies une fois développées sont complètement noires. Elle résout ce problème en apportant un nouveau type d'éclairage au magnésium qui produit une lumière blanche. Elle a recours à des assistants  afin d'éclairer ses prises de vues. Elle réalise ainsi des photographies remarquées d'installations sidérurgiques.
Margaret Bourke-White intègre en 1929 le magazine Fortune et fait un voyage en URSS en 1930, y restant cinq mois. Après avoir collaboré au magazine français Vu, elle est embauchée par Henry Luce en tant que photographe de presse pour le magazine Life . Son reportage sur les travaux du barrage de Fort Peck fait la une du premier numéro du magazine qui paraît le 23 novembre 1936,,.
Elle épouse en 1939 le romancier Erskine Caldwell, rencontré en 1935, dont elle partage la vie de 1939 à 1942. Elle a parcouru avec lui le Sud des Etats-Unis en 1936, afin de documenter et faire connaître la paupérisation du monde rural américain à la suite de la Grande Dépression.  
Elle travaille comme correspondante de guerre pendant la Seconde Guerre mondiale. De retour en URSS, elle se retrouve seule correspondante étrangère à Moscou pendant les bombardements allemands de cette ville. Elle photographie d'autres fronts pendant le conflit, en Afrique du Nord, en Italie et en Allemagne. Elle est l'unique femme correspondante de guerre américaine en Europe, pendant plusieurs années. Elle suit le général George S. Patton dans l'Allemagne vaincue, elle traite la guerre dans son implacable cruauté, et se trouve confrontée au pire. Elle prend notamment des clichés historiques lors de la libération du camp de concentration de Buchenwald en avril 1945,. 
Elle voyage également en Inde où elle rencontre Gandhi, qu'elle suit jusqu'à son assassinat le 30 janvier 1948. Elle est l'auteure de la photographie célèbre de « Gandhi au rouet ». Elle photographie les travailleurs dans les mines d'or en Afrique du Sud entre 1949 et 1950. Elle couvre encore  la guerre de Corée pour Life vers 1951-1952.
Margaret Bourke-White meurt le 27 aout 1971 à Stamford (Connecticut), de la maladie de Parkinson environ 18 ans après avoir développé les premiers symptômes.

## Galerie

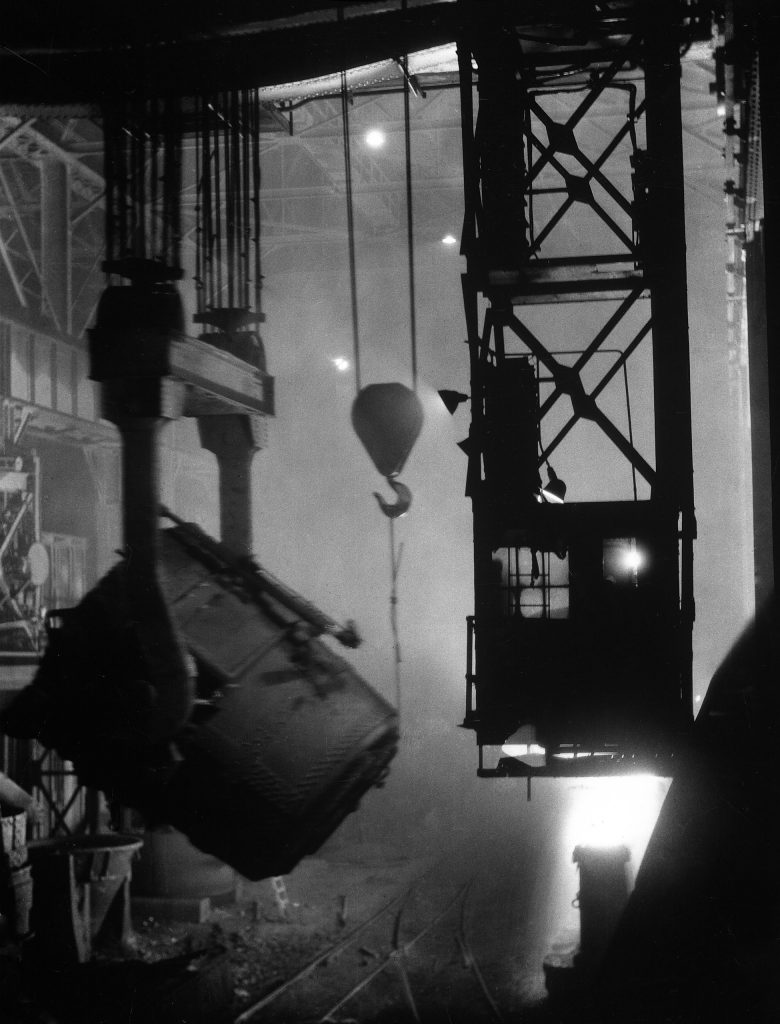
Acierie Otis, Ohio, par Margaret Bourke-White, 1929
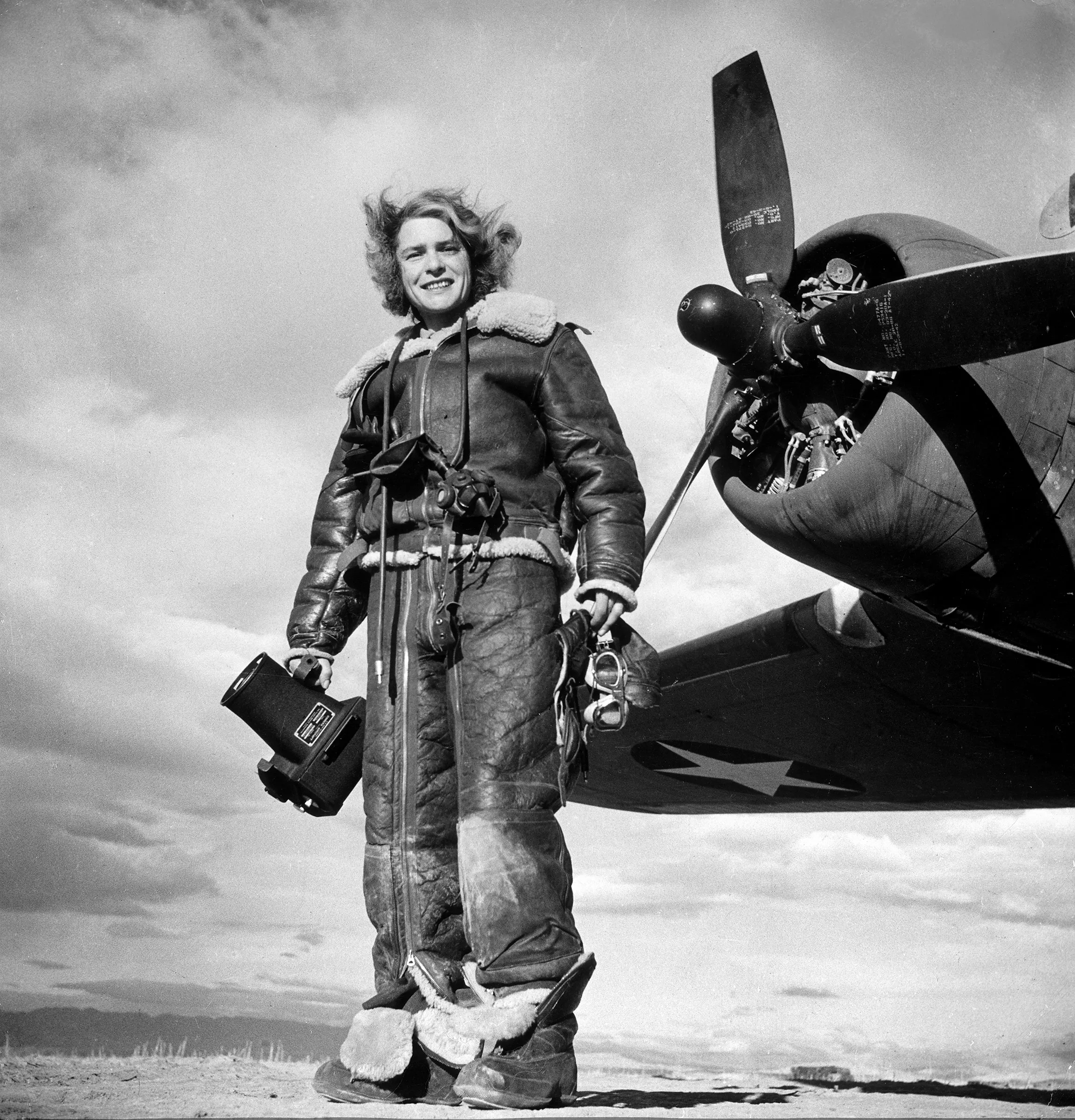
Margaret Bourke-White en combinaison de vol avec l'US Air Force, 1943

## Hommages
- 1990 : cérémonie d'admission au National Women's Hall of Fame[8].
- Le cratère vénusien Bourke-White a été nommé en son honneur.